# Jomda
Jomda, även känt som Jiangda på kinesiska, är ett härad (dzong) som lyder under Chamdo i Tibet-regionen i sydvästra Kina.
Ett härad med namnet Sibda bildades 19983 ur en del av Jomda och Chamdo hära men införlivades i Jomda 1999.